# Langdysse Vielandshøj

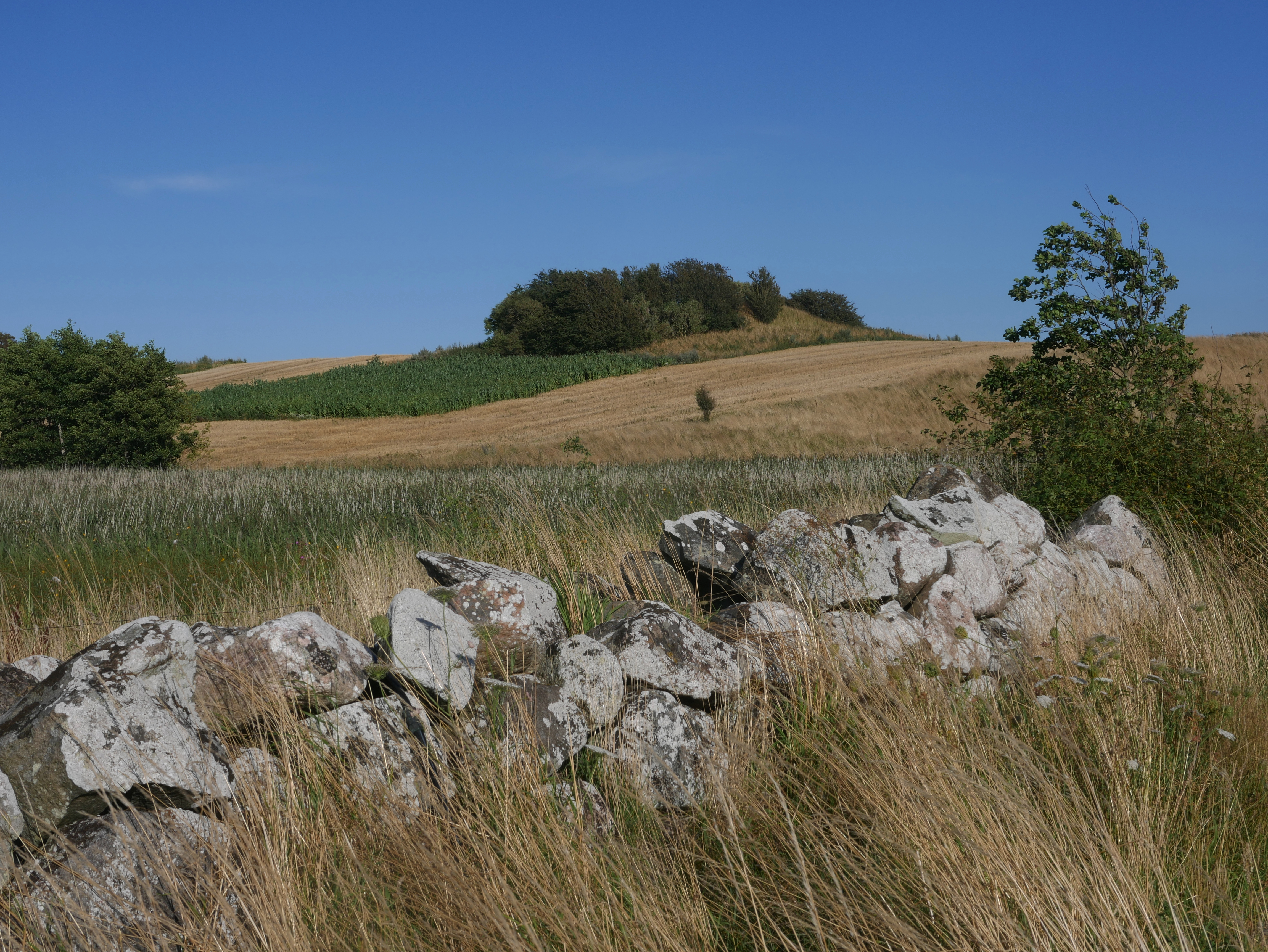
Hügel unter den Büschen

Der Langdysse Vielandshøj (auch Flenstofte Vielandshøj genannt) liegt südwestlich von Dreslette auf der Insel Fünen in Dänemark. Er stammt aus der Jungsteinzeit etwa 3500 bis 2800 v. Chr. und ist eine Megalithanlage der Trichterbecherkultur (TBK).

## Beschreibung
Der Nord-Süd orientierte Hügel des Langdysse „Vielandshøj“ ist etwa 35,15 m lang und 21,65 m breit. Er umschließt zwei 1,6 m lange und 0,95 m breite Kammern von Urdolmen, die aus je sechs Tragsteinen (je zwei an den Langseiten) gebildet werden. Über der nördlichen Kammer liegt ein großer Deckstein. 
In der Nähe liegen die Dolmen von Dreslette und der Langdysse von Nældemose.

Vielandshøj
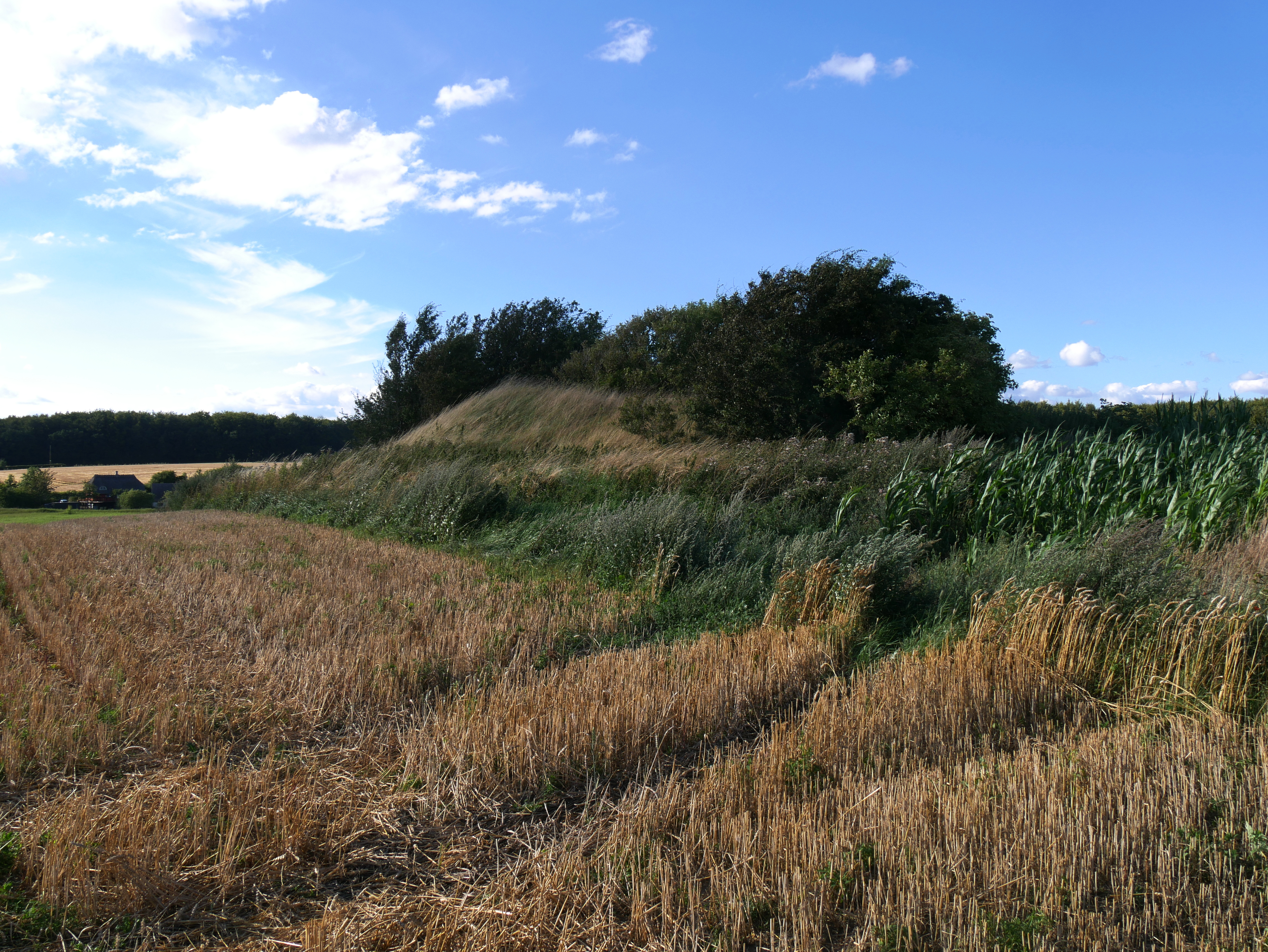
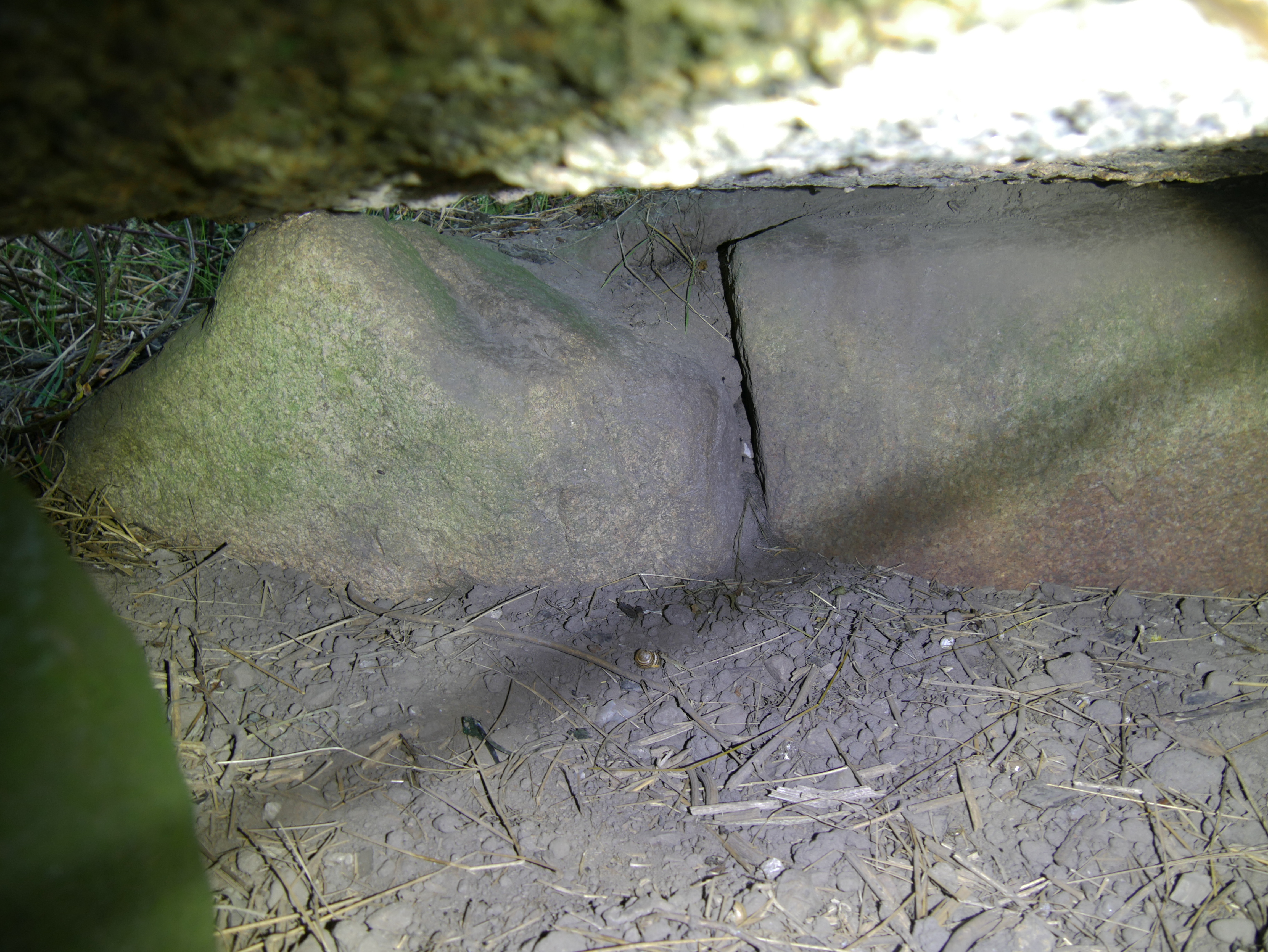
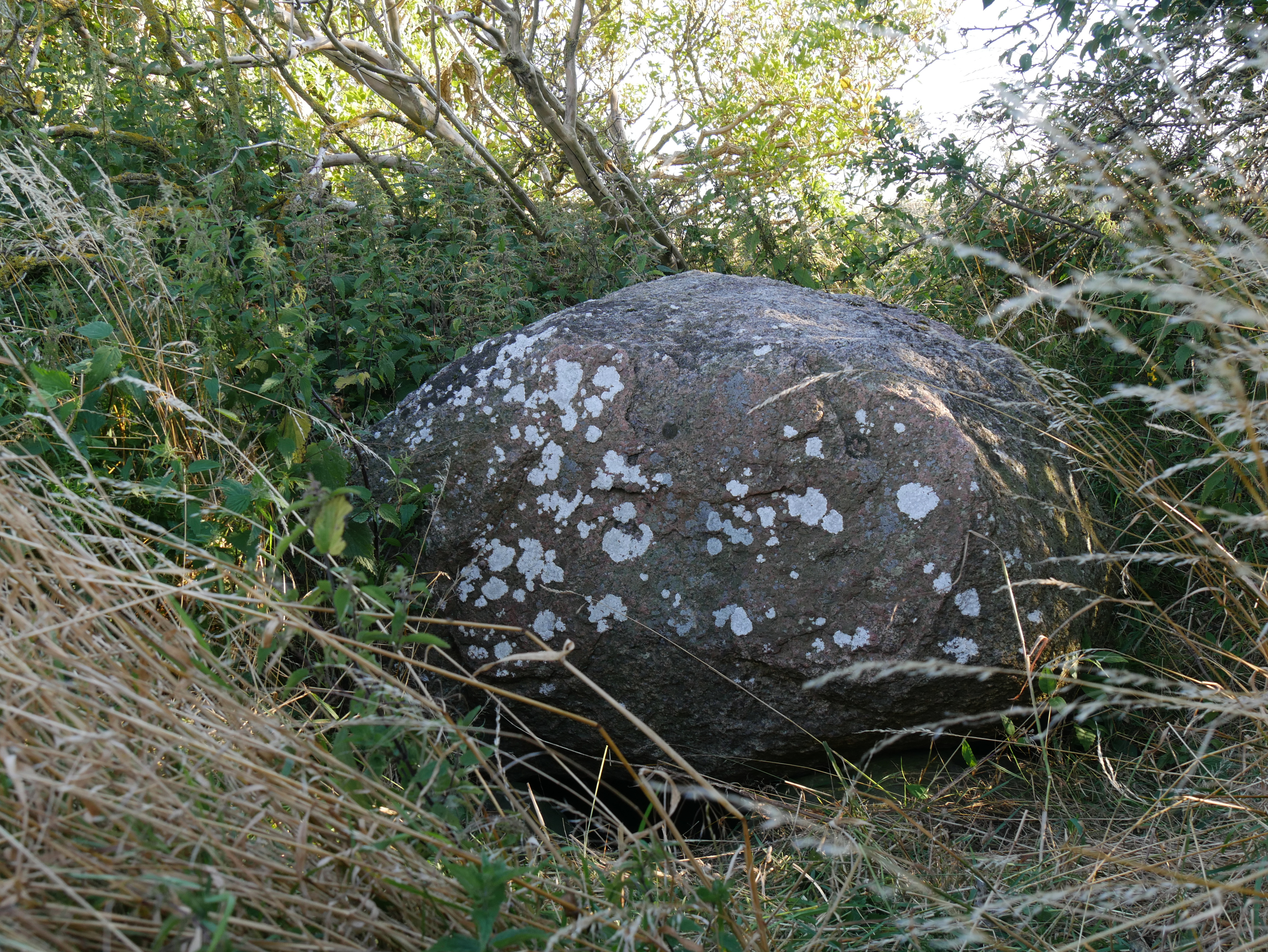
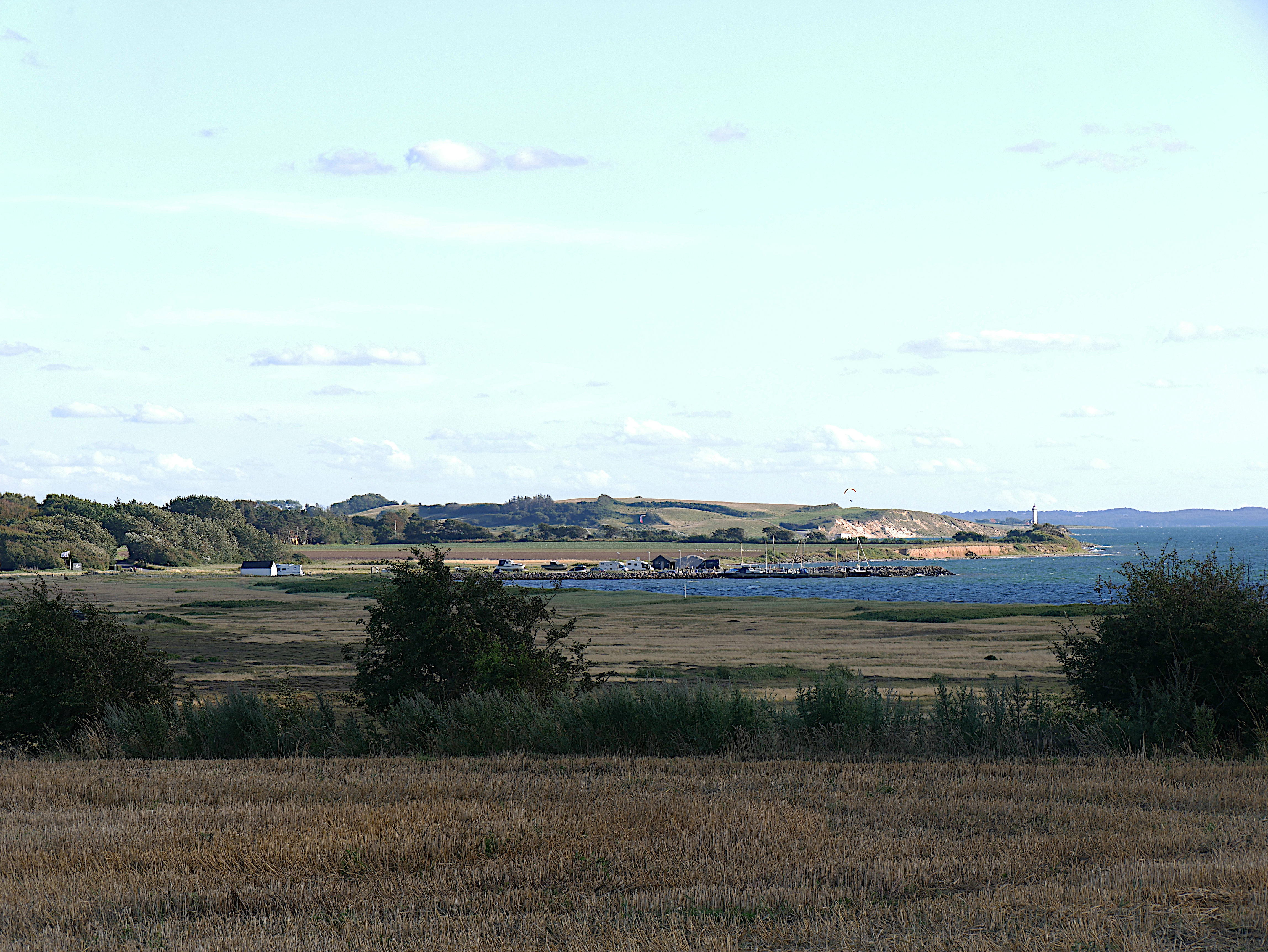
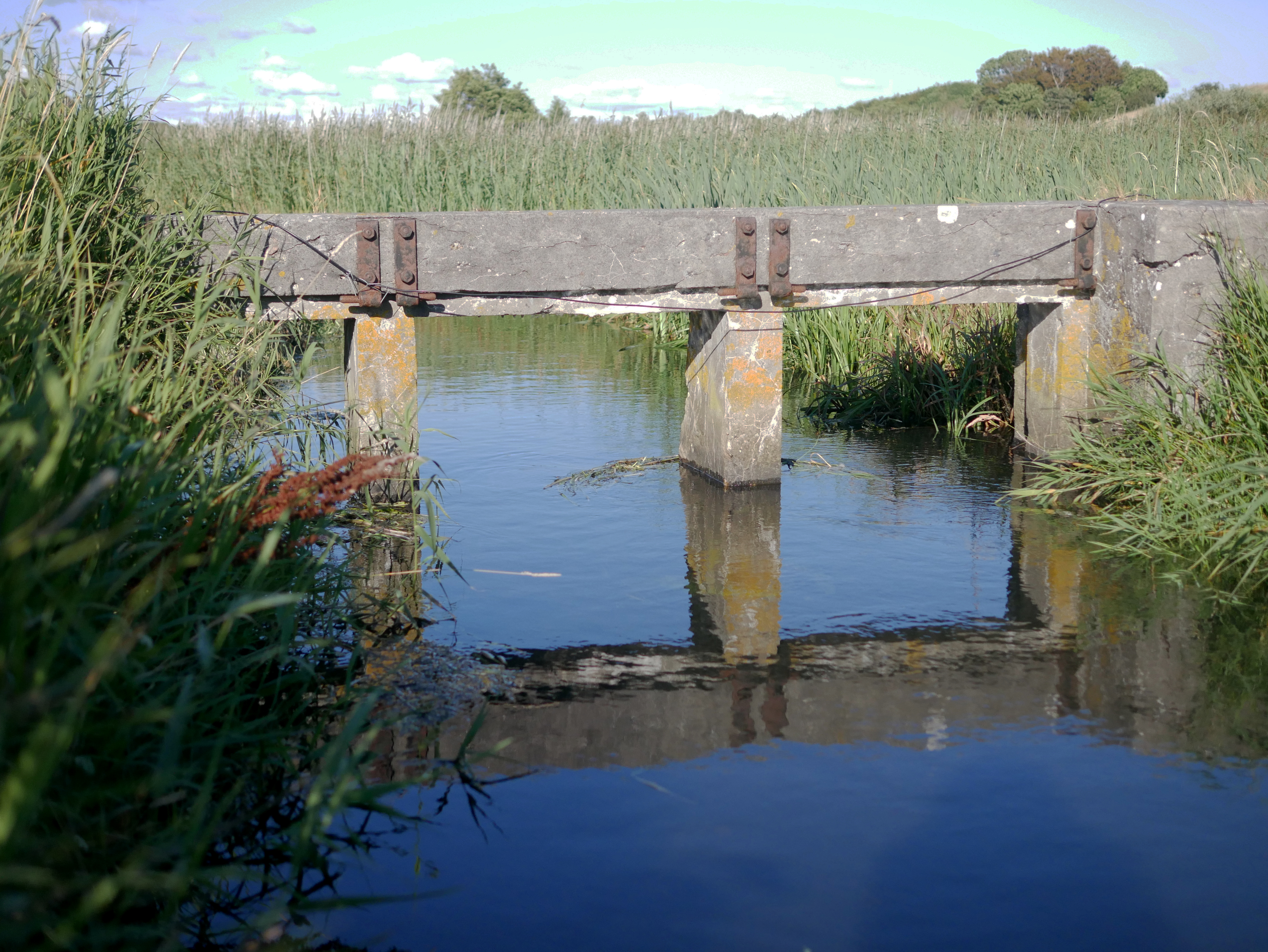